# Encarnación Ortiz Sánchez
Encarnación Ortiz Sánchez (Priego de Córdoba, 7 de febrero de 1964) es una política española del Partido Socialista que fue alcaldesa del municipio de Priego de Córdoba durante el periodo 2007-2011 y presidenta de la Diputación de Córdoba.

## Historial político
Licenciada en derecho,  su primera incursión en política se produjo en 1996, siendo nombrada directora del Centro de la Mujer en Córdoba, auspiciada por el entonces presidente de la Diputación, José Mellado. En 1999 fue concejala socialista en el Ayuntamiento de Priego de Córdoba.
En el año 2008 entró a formar parte del consejo de Administración de Cajasur hasta el año 2011.
Tras las elecciones municipales celebradas en 2007, con 10 concejales, se proclamó como alcaldesa Prieguense.
En mayo de 2012 presentó la dimisión, junto a toda su ejecutiva local, como secretaria general del Partido Socialista de Priego de Córdoba.
| Predecesor: Juan Carlos Pérez Cabello | Alcalde de Priego de Córdoba 2007-2011 | Sucesor: María Luisa Ceballos Casas |